# 한중기술거래소
한중기술거래소는 세계 최대의 과학기술연구단지인 중국의 칭화과학기술원과 한중교류협회(회장 김용덕)가 공동으로 설립한 법인이다. 이 단체는 한국과 중국, 대만, 싱가포르를 포함한 중화권 국가 간의 기술 교류를 장려하고, 사업 지식과 시장 통찰력을 제공하여 첨단 기술의 상용화를 지원하는 것을 목표로 한다.
한중기술거래소의 설립의 주축이 된 칭화과학기술원은 첨단 기업 육성을 위해 중국 정부에 의해 조성된 세계 최대 규모의 과학기술연구단지로, 중국의 실리콘밸리로 불린다. 이는 지주회사인 치디홀딩스주식유한회사에 의해 관리되고 있으며, 치디홀딩스주식유한회사는 2020년 현재 총자산 2,000억 위안(약 34조원) 규모이다.

## 역사
한중기술거래소는 2014년 5월 설립되었으며, 회사는 서울과 베이징 양쪽에 위치한다. 초대 대표이사로는 손영복 전 한국기술거래소 사장이 추대되었다.
한중기술거래소는 첫 프로젝트로, 라미네이팅 분야에서 세계최대의 시장점유율과 최고의 기술력을 보유한 지엠피와, 단열필름 분야의 뛰어난 기술력을 가진 포스텍글로벌과 전략적 제휴(MOU)를 맺고 열차단 필름을 양산하여 중국 시장에 수출하는 사업을 시작했다. 이들은 향후 미래유망기술인 스마트폰 TPS Tape, ITO Film 대체용 Metal Mesh, LDI 용 Dry Film , Barrier Film도 공동개발하여 중화권 시장에 수출할 예정이다.

## 같이 보기
- 칭화 대학